# 法靈頓 (倫敦)
法靈頓（英語：Farringdon）是英國倫敦市的一個歷史區域，現在分屬內法靈頓（Farringdon Within）和外法靈頓（Farringdon Without）兩個坊。位于内外法靈頓坊以北的法靈頓站附近的地區現在亦稱“法靈頓”，這一地區則屬於伊斯林頓倫敦自治市。法靈頓站是這一地區主要的交通中心。
除了倫敦之外，英國其他地區也有以法靈頓為名的地點。